# Kršlje
Kršlje är ett samhälle i Bosnien och Hercegovina.   Det ligger i entiteten Republika Srpska, i den nordvästra delen av landet, 190 km nordväst om huvudstaden Sarajevo. Kršlje ligger 198 meter över havet och antalet invånare är 472.
Terrängen runt Kršlje är kuperad söderut, men norrut är den platt. Närmaste större samhälle är Bosanski Novi, 12,7 km norr om Kršlje. 
I omgivningarna runt Kršlje växer i huvudsak lövfällande lövskog. Runt Kršlje är det ganska tätbefolkat, med 86 invånare per kvadratkilometer.